# Baccio Aldobrandini
Baccio Aldobrandini (Florença, 20 de agosto de 1613 - Roma, 21 de janeiro de 1665) foi um cardeal do século XVII.

## Biografia
Nasceu em Florença em 20 de agosto de 1613. Filho do senador Silvestro Aldobrandini e de sua primeira esposa, Fiammetta Arrighetti. Meio-tio do cardeal Alessandro Aldobrandini (1730). A família deu à Igreja o Papa Clemente VIII; e os cardeais Giovanni Aldobrandini (1570); Pietro Aldobrandini (1593); Silvestro Aldobrandini , OSIo.Hieros. (1603); e Ippolito Aldobrandini, Jr (1621).
Foi para Roma, onde o cardeal Ippolito Aldobrandini se tornou seu protetor e benfeitor. Camareiro Privado de Sua Santidade. Foriere maggiore . Cânon da basílica patriarcal do Vaticano. Após o casamento de Camillo Pamphilj, sobrinho do Papa Inocêncio X, com Olimpia Aldobrandini, foi promovido a cardinalato..
Criado cardeal sacerdote no consistório de 19 de fevereiro de 1652; recebeu o chapéu vermelho e o título de S. Agnese in Agone, 12 de março de 1652. Transferido para o título de S. Agnese fuori le mura quando seu título original foi suprimido, 5 de outubro de 1654. Participou do conclave de 1655, que eleito Papa Alexandre VII. Optou pelo título de Ss. Nereo ed Achilleo, 1º de abril de 1658..
Morreu em Roma em 21 de janeiro de 1665, perto das 23 horas. Exposto e enterrado na calçada em seu título.